# Mădăraș (okręg Harghita)
Mădăraș (węg. Csíkmadaras) – wieś w Rumunii, w okręgu Harghita, w gminie Mădăraș. W 2011 roku liczyła 2199 mieszkańców.